# Happy (canción de Leona Lewis)
«Happy» —en español: «Feliz»— es una canción rhythm and blues interpretada por la cantante británica Leona Lewis y producida por Ryan Tedder para el segundo álbum de estudio de la cantante, Echo.
Durante el último trimestre del año 2009, «Happy» está siendo lanzada por el sello Syco Records, en el Reino Unido, y por el sello J Records, en Estados Unidos, como el primer sencillo de Echo. Con ello, «Happy» se convierte en el segundo sencillo de Leona Lewis en ser producido por el vocalista, compositor y productor estadounidense Ryan Tedder, quien anteriormente produjo su sencillo de mayor éxito comercial: «Bleeding Love».

## Publicación
«Happy» tuvo su estreno radial el 6 de septiembre de 2009 en The Radio 1 Chart Show de la BBC Radio 1 en Reino Unido, mientras que su lanzamiento digital fue realizado el lunes 15 de noviembre de 2009, el mismo día del lanzamiento digital de «3» de Britney Spears en el país, y un día antes de su lanzamiento material en el mismo. Pese a ello, durante su primera semana en el Reino Unido, las ventas fueron superadas por las de «Meet Me Halfway» de los Black Eyed Peas, sencillo que en dicho período se encontraba en pleno auge comercial, tras su entonces reciente lanzamiento en el país.

## Promoción

### Video musical
El video musical de «Happy» fue fílmado en Cuba el 29 de septiembre de 2009 y dirigido por Jake Nava, quien en el año 2008 dirigió para la cantante el video musical de «Run», su éxito N.º 1 en la principal lista musical de canciones del Reino Unido: la UK Singles Chart. Tuvo su lanzamiento en el canal de música de Reino Unido, The Box el 17 de octubre de 2009.

### Presentaciones
Lewis presentó de forma exclusiva la canción en la final de la cuarta temporada de America's Got Talent el 16 de septiembre de 2009, y en el evento VH1 Divas el 17 de septiembre de 2009. El 26 de octubre de 2006, Lewis fue invitada al programa de televisión The One Show de la BBC en dónde habló acerca del sencillo «Happy». El 5 de noviembre de 2009 se presentó en la entrega de premios MTV Europe Music Awards, en The X Factor el 8 de noviembre y en The Paul O'Grady Show un día después. Durante el mismo mes apareció en Dancing with the Stars y en The Ellen DeGeneres Show. «Happy» fue utilizado en el segundo tráiler de la película Precious. El remix creado por Jason Nevins fue escuchado en el evento Victoria's Secret Fashion Show, al aire el 1 de diciembre de 2009. Durante abril y mayo de 2013, la canción fue interpretada en la gira The Glassheart Tour.

## Formatos
- Digitales

| Descarga digital |                                   |          |  |
| N.º              | Título                            | Duración |  |
| 1.               | «Happy»                           | 4:02     |  |
| 2.               | «Happy» (Jason Nevins radio edit) | 4:19     |  |

| Digital EP |                                   |          |  |
| N.º        | Título                            | Duración |  |
| 1.         | «Happy»                           | 4:01     |  |
| 2.         | «Let It Rain»                     | 3:42     |  |
| 3.         | «Happy» (Jason Nevins remix edit) | 3:19     |  |
| 4.         | «Happy» (music video)             | 3:58     |  |

| Digital EP |                             |          |  |
| N.º        | Título                      | Duración |  |
| 1.         | «Happy»                     | 4:02     |  |
| 2.         | «Let It Rain»               | 3:42     |  |
| 3.         | «Fly Here Now»              |          |  |
| 4.         | «Happy» (Jason Nevis remix) |          |  |

- Materiales

| Sencillo en CD |               |          |  |
| N.º            | Título        | Duración |  |
| 1.             | «Happy»       | 4:01     |  |
| 2.             | «Let It Rain» | 3:42     |  |

## Funcionamiento en las listas
El 10 de noviembre de 2009, luego de dos días de ventas, «Happy» logró recaudar 36,000 mil copias. El 11 de noviembre la canción acumuló 49,000 mil copias, dejando por detrás a su rival de aquel momento, «Meet Me Halfway» de la banda Black Eyed Peas, logrando recaudar unas escasas 5,000 mil copias. «Happy» debutó en el número dos de la lista UK Singles Chart, marcando el sexto sencillo Top5 de la cantante en el país. El 7 de enero de 2010 la canción fue certificada Platino en Reino Unido. «Happy» hizo su ingreso a la lista Billboard Hot 100 de los Estados Unidos al número cincuenta, con ventas de 52,000 mil copias, la semana siguiente se alzó al número treinta y uno. Durante esa misma semana, la canción debutó en el número veinte y dos de la Hot Digital Songs, veinte y seis de la Hot Gospel Songs, y quince de la Canadian Hot 100, en dónde alcanzó el mejor debut de la semana. En enero, fue certificado oro en Canadá. La canción ingresó al número veinte y cinco de la European chart, alcanzando el número once. La canción debutó en el número cuarenta y cuatro de la Australian Singles Chart, mientras que en su semana siguiente quedó fuera del conteo. Pese a ello re ingresó al número veninte y seis.

## Listas

### Semanales
| América del Norte |                          |    |        |
| Canadá            | Canadian Hot 100         | 15 | [ 25 ] |
| Estados Unidos    | Billboard Hot 100        | 31 | [ 26 ] |
| Estados Unidos    | Billboard Pop Songs      | 32 |        |
| Estados Unidos    | Hot Digital Songs        | 22 |        |
| Asia              |                          |    |        |
| Japón             | Japan Hot 100            | 7  | [ 27 ] |
| Europa            |                          |    |        |
| Alemania          | Top 100 canciones        | 3  | [ 28 ] |
| Austria           | Top 75 canciones         | 2  | [ 29 ] |
| Bélgica (Flandes) | Top 50 canciones         | 6  | [ 30 ] |
| Bélgica (Valonia) | Top 50 canciones         | 21 | [ 31 ] |
| Dinamarca         | Top 40 canciones         | 25 | [ 32 ] |
| España            | Top 50 canciones         | 8  | [ 33 ] |
| Irlanda           | Top 50 canciones         | 3  | [ 34 ] |
| Noruega           | Top 20 canciones         | 17 | [ 35 ] |
| Países Bajos      | Top 100 canciones        | 74 | [ 36 ] |
| Reino Unido       | Top 75 canciones         | 2  | [ 37 ] |
| Reino Unido       | UK R&B Chart             | 2  | [ 38 ] |
| República Checa   | Top 100 canciones        | 11 | [ 39 ] |
| Suecia            | Top 60 canciones         | 11 | [ 40 ] |
| Suiza             | Top 75 canciones         | 4  | [ 41 ] |
| Europa            | European Hot 100 Singles | 3  | [ 42 ] |
| Oceanía           |                          |    |        |
| Australia         | Top 50 canciones         | 26 | [ 43 ] |
| Nueva Zelanda     | Top 40 canciones         | 20 | [ 44 ] |

### Anuales
| Europa      |                          |     |        |
| Hungría     | Top 100 canciones        | 113 | [ 45 ] |
| Reino Unido | Top 100 canciones        | 83  | [ 46 ] |
| Europa      | European Hot 100 Singles | 61  | [ 47 ] |

## Certificaciones
| América del Norte |      |      |                  |         |        |
| Canadá            | CRIA | 2009 | Disco de oro     | 20 000  | [ 48 ] |
| Europa            |      |      |                  |         |        |
| Reino Unido       | BPI  | 2009 | Disco de platino | 400 000 | [ 49 ] |

## Historial de lanzamiento
| País           | Fecha                    | Formato          | Sello discográfico | Ref.   |
| -------------- | ------------------------ | ---------------- | ------------------ | ------ |
| Reino Unido    | 6 de septiembre de 2009  | Estreno radial   | Syco Music         | [ 50 ] |
| México         | 14 de septiembre de 2009 | Descarga digital | Sony Music         | [ 51 ] |
| Estados Unidos | 15 de septiembre de 2009 | Descarga digital | J Records          | [ 52 ] |
| Estados Unidos | 21 de septiembre de 2009 | Estreno radial   | J Records          |        |
| Alemania       | 6 de noviembre de 2009   | Sencillo en CD   | Sony Music         | [ 53 ] |
| México         | 6 de noviembre de 2009   | Sencillo en CD   | Sony Music         | [ 54 ] |
| Reino Unido    | 8 de noviembre de 2009   | Descarga digital | Syco Music         | [ 50 ] |
| Reino Unido    | 9 de noviembre de 2009   | Sencillo en CD   | Syco Music         | [ 50 ] |
| Japón          | 11 de noviembre de 2009  | Sencillo en CD   | Sony Music Japan   | [ 55 ] |